# Ivan Jakovčić

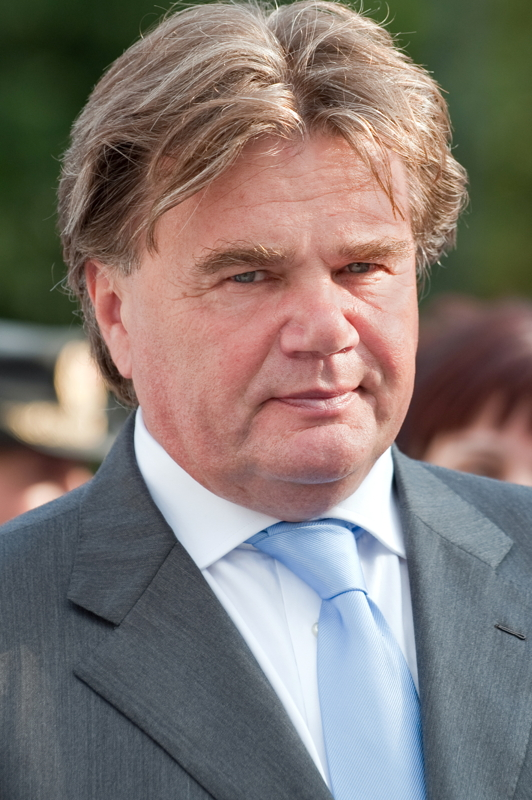
Ivan Jakovčić

Ivan Jakovčić (* 15. November 1957 in Poreč) ist ein kroatischer Politiker der Istrischen Demokratischen Versammlung.

## Leben
Jakovčić ist seit 2014 Abgeordneter im Europäischen Parlament. Dort ist er Stellvertretender Vorsitzender in der Delegation für den Parlamentarischen Stabilitäts- und Assoziationsausschuss EU-Albanien und Mitglied im Ausschuss für regionale Entwicklung.